# Dolina Królów

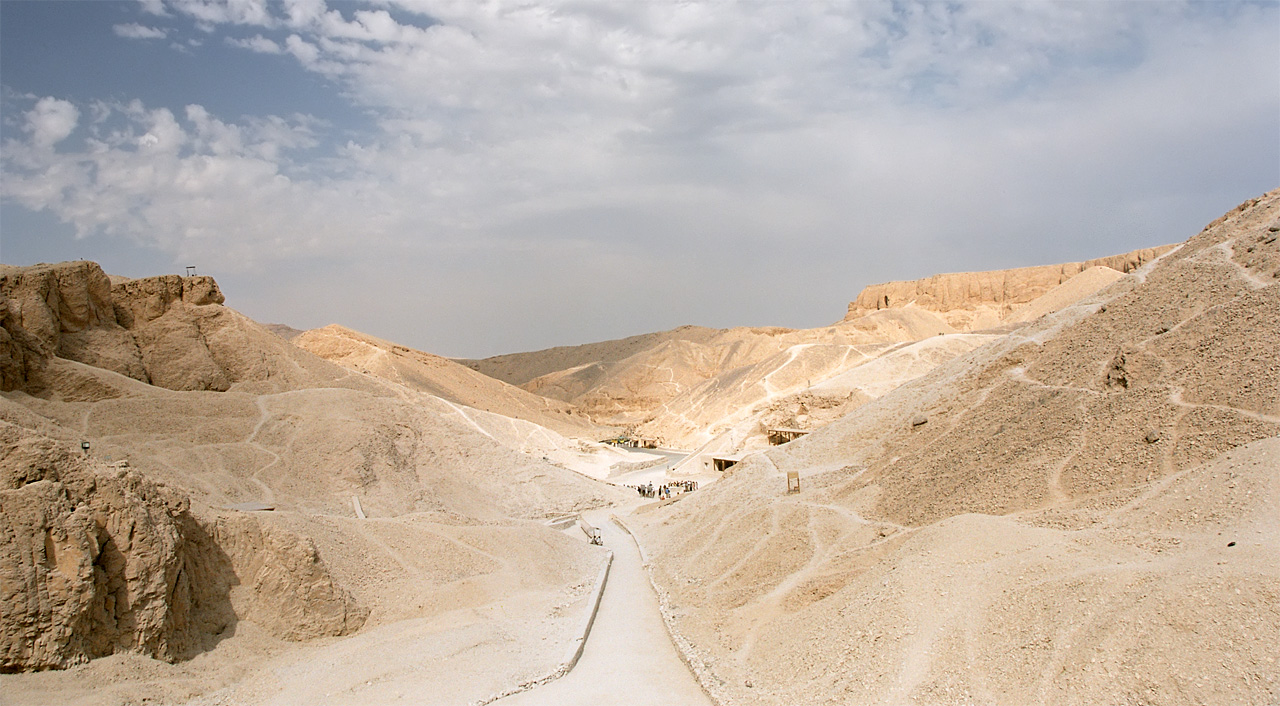
Widok na Dolinę Królów

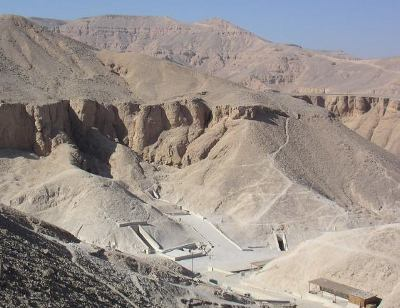
Wschodnia krawędź Doliny Królów

Dolina Królów Biban al-Muluk (arab. ‏Wadi el-Muluk, وادي الملوك‎) – część nekropolii tebańskiej, dolina położona na terenie Teb Zachodnich będąca miejscem spoczynku królów Egiptu w okresie od XVIII do XX dynastii. Pierwszym faraonem, który nakazał budowę swojego grobowca w dolinie, z dala od znanych nekropolii, był Totmes I, ostatnim – Ramzes XI.
Położone w Dolinie grobowce to wykute w skale kompleksy, składające się z ciągu licznych korytarzy i sal. Już w czasach współczesnych faraonom wiele grobów zostało otwartych i ograbionych. Proceder ten trwał przez wieki. Z tego też powodu już w czasach panowania faraonów zdarzały się sytuacje przenoszenia mumii, mające na celu ich ochronę przed zbezczeszczeniem. Współczesnym badaczom udało się odnaleźć tylko jeden niesplądrowany grobowiec – Tutanchamona. W Dolinie Królów odkryto nie tylko miejsca pochówku, ale i niedokończone komory grobowe.
Sama dolina to właściwie dwie doliny położone obok siebie: zachodnia jej część zwana po prostu Doliną Zachodnią (WV) lub Doliną Małp (ar. Wadi El-Gurud, Biban El-Gurud) oraz część wschodnia (KV), zwana Doliną Wschodnią (Biban El-Muluk). W sumie archeolodzy natrafili na 64 grobowce oraz 20 rozpoczętych i nieukończonych budowli. Pierwszy plan doliny sporządził w 1738 roku Richard Pococke, angielski duchowny i podróżnik. John Gardiner Wilkinson w 1827 roku zaproponował ponumerowanie grobowców. Nadano im numery od 1 do 21 rozpoczynając od wejścia do doliny i posuwając się w kierunku wschodnim. Pozostałe numery – od 22 do 64, nadawano systematycznie po odkryciu kolejnego grobowca (ostatni numer KV64 nadano grobowcowi odkrytemu w styczniu 2011 roku na ścieżce prowadzącej do grobu Totmesa III). Numery poprzedzone są literami lokalizującymi położenie grobowca w Dolinie Wschodniej lub Zachodniej.

## Najbardziej znane grobowce odkryte w Dolinie Królów

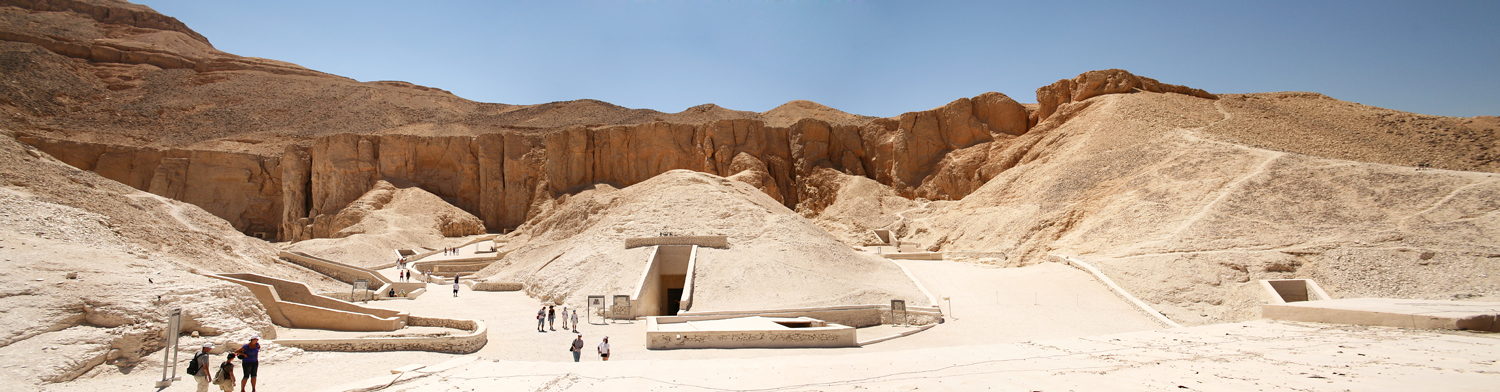
Dolina Pięciu Królów

### Grobowiec Tutanchamona

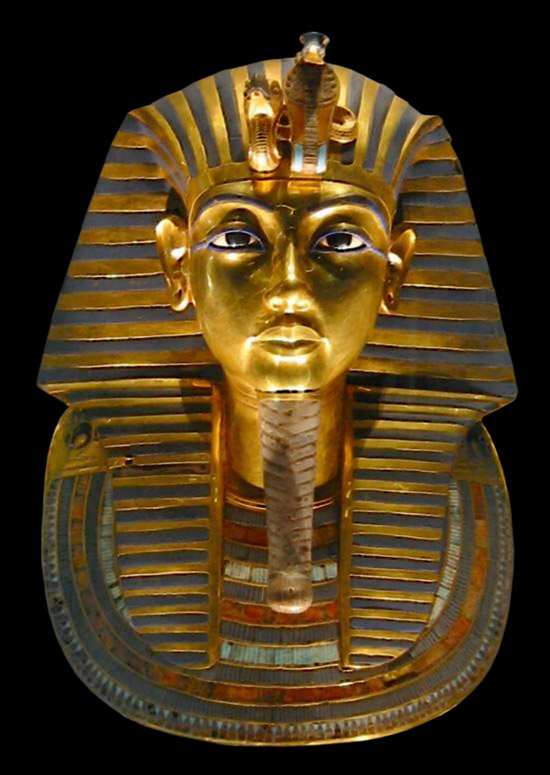
Złota maska z grobu Tutanchamona

Plan grobu Tutanchamona:
A – stopnie wejściowe
B – korytarz
C – przedsionek
D – komora boczna
E – komora grobowa
F – skarbiec

Grób KV62 – został odkryty 26 listopada 1922 roku przez Howarda Cartera, który prowadził prace w imieniu  Carnarvona. Po szesnastu latach odkrył to na co czekał. Było to sensacyjne odkrycie, bowiem po raz pierwszy udało się znaleźć grób z pełnym wyposażeniem. Mumia króla spoczywała w sarkofagu wykonanym z kwarcytu w trzech mumiokształtnych trumnach: pierwsze dwie wykonane były ze złoconego drewna (druga dodatkowo zdobiona była szkliwem), trzecia została wykonana ze złota. Ozdobiono ją inkrustacjami z kamieni: turkusów, lapis lazuli, karneoli. Złota maska okrywająca mumię, inkrustowana elementami z masy szklanej, oddawała rysy młodego króla. Na czole umieszczono królewski ureusz – głowy kobry i sępa – symbol władzy królewskiej, mający zapewnić ochronę zmarłemu. Sztuczna broda z zagiętym końcem symbolizuje związek faraona z Ozyrysem (na wizerunkach żywych faraonów broda ma koniec ścięty prosto). 
Budowa grobowca różni się od typowych grobowców królewskich. Biorąc pod uwagę młody wiek zmarłego króla wysnuto teorię, że jest to przebudowany w pośpiechu grobowiec dostojnika państwowego lub arcykapłana na miejsce spoczynku faraona. Do wnętrza grobowca prowadzi 16 stopni, za nimi ciągnie się długa pochylnia wchodząca do przedsionka, z którego można przejść do bocznej komory, zwanej Aneksem i komory grobowej. Komora grobowa łączy się jeszcze z pomieszczeniem nazwanym Skarbcem. 
Większość znalezionych przedmiotów, to wyroby rzemieślnicze i jubilerskie; meble, kaplice, rydwany, posągi, broń, biżuterię, naczynia i inne – zdaniem starożytnych Egipcjan – niezbędne przedmioty w życiu pozagrobowym. W grobowcu (w skarbcu) znaleziono też mumie maleńkich dzieci – dziewczynek, najprawdopodobniej zmarłych w niemowlęctwie córek faraona oraz miniaturową trumnę zawierającą pukiel włosów i inskrypcję z imieniem królowej Teje.
Dzisiaj większość wyposażenia grobowca znajduje się w Muzeum Egipskim w Kairze. Paradoksem jest fakt, że najwięcej naszych informacji o sztuce Egiptu, koncepcjach teologicznych i obrzędach z okresu Nowego Państwa pochodzi właśnie z okresu krótkiego panowania Tutanchamona, króla, który nie odegrał w historii Egiptu znaczącej roli.
Dodać trzeba, że grobowiec był dwukrotnie okradany w starożytności. Po rabunkach sporo przedmiotów umieszczono pospiesznie w nieładzie w różnych miejscach.

### Grobowiec Setiego I
KV17 – został odkryty 16 października 1817 r. przez Giovanniego Belzoniego. Ma jedną z najbardziej skomplikowanych konstrukcji wśród grobowców znalezionych w Dolinie Królów. Składa się z szeregu komnat połączonych schodami i rampami, tworzących najdłuższy i najgłębszy grób w dolinie. Znaleziony w komorze grobowej sarkofag znajduje się obecnie w Muzeum Soane w Londynie, mumii w nim już nie było – została przeniesiona do skrytki w Deir el-Bahari. Ściany grobowca pokryte są licznymi freskami, przedstawiającymi króla przed wizerunkami bóstw oraz scenami z ceremonii pogrzebowych.

### Grobowiec Amenhotepa II
KV35 – został odkryty 9 marca 1898 r. przez Victora Loreta. Jest to długi tunel, z licznymi stopniami, pochylniami prowadzącymi do pomieszczenia z kolumnami. Samo pomieszczenie nie ma specjalnych ozdób. W ścianie prostopadłej do wejścia z tunelu znajduje się przejście do drugiego korytarza, znów prowadzącego w dół, do komory grobowej. Ściany komory zdobią freski, przedstawiające króla przed Ozyrysem, Anubisem i Hathor oraz sceny Amduat (księgi o zaświatach). Sufit zdobi polichromia przedstawiająca rozgwieżdżone niebo. Odnaleziony w komorze sarkofag był nienaruszony. Do komory przylegają cztery boczne pomieszczenia, w których odkrywca grobowca znalazł kilkanaście mumii władców i ich rodzin z czasów XVIII, XIX i XX dynastii. 

### Grobowiec Ramzesa I
KV16 – odkryty w 1817 roku przez Giovanniego Belzoniego. Niewielki, ale bogato zdobiony malowidłami Księgi Bram. W komorze grobowej zachował się granitowy sarkofag.

### Grobowiec Ramzesa IV
KV2 – był znany w starożytności. Do komory grobowej, systemem schodów i ramp, prowadzi długi, prosty korytarz. Na ścianach korytarzy i ramp zachowały się w dobrym stanie polichromie. Pierwszy korytarz zdobiony jest scenami z Litanii Ra i portretami króla przed Re. Dalsza część dekoracji to sceny z Księgi Jaskiń i Księgi umarłych. W komorze z sarkofagiem polichromie przedstawiają sceny z Księgi Bram i Księgi Amduat, na sklepieniu umieszczono obrazy z Księgi Nieba. W bocznych komorach przedstawiono wizerunki króla i całe wyposażenie grobowe. Mumia króla jeszcze w starożytności została przeniesiona do grobowca Amenhotepa II.

### Grobowiec Ramzesa V i Ramzesa VI
KV9 – w czasach rzymskich znany był jako grób Memnona, Ekspedycja Napoleońska nazwała go La Tombe de la Metampsychose. Jest to grobowiec nie ukończony. Długi korytarz prowadzi przez salę kolumnową do niedokończonej komory grobowej. Brakuje też dodatkowych pomieszczeń. Ściany korytarzy i komór zdobią polichromie ilustrujące Księgi Bram, Jaskiń, Nieba, Amduat i inne. Mumie faraonów znaleziono w grobowcu Amenhotepa II. Nie odnaleziono sarkofagów.

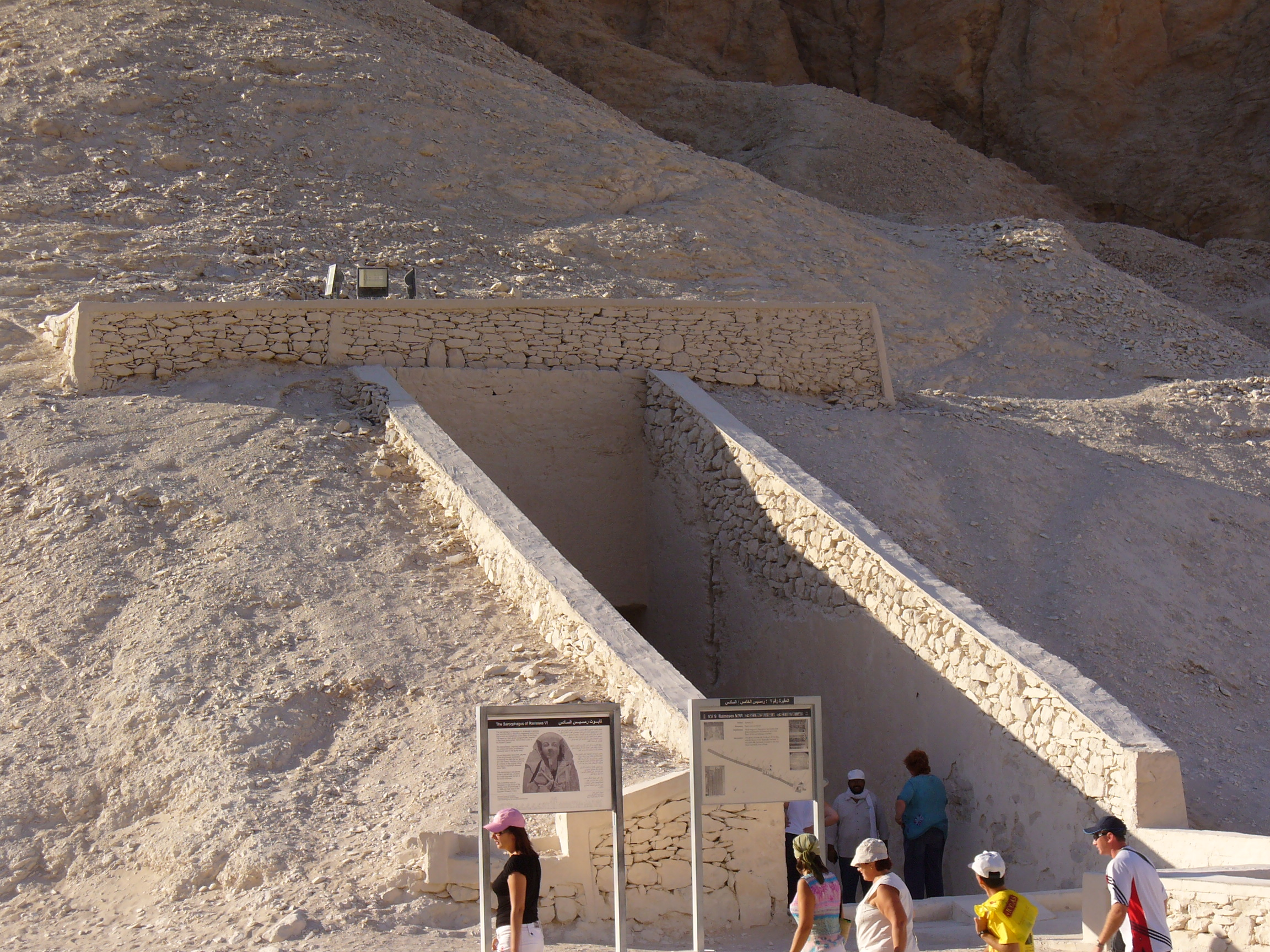
Grobowiec Ramzesa VI

### Grobowiec Merenptaha
KV8 – odkryty w 1903 roku przez Howarda Cartera. Przy wejściu znajdują się płaskorzeźby Izydy i Neftydy.

## Połączone grobowce
Dolina Królów pełniła funkcję królewskiej nekropoli z górą pięćset lat, w czasach XVIII, XIX i XX dynastii. Z czasem gdy przybywało w niej grobowców, zaczęło w niej brakować miejsca dla nowych, wciąż powstających. Wejścia do grobowców z wcześniejszych królewskich pochówków z biegiem lat pokrywały warstwy rumoszu z budowy późniejszych oraz resztki fundamentów chat ich budowniczych. Jak się wydaje nie istniał żaden szczegółowy, a nawet pobieżny plan rozmieszczenia grobowców w Dolinie Królów i z biegiem lat ich położenie zostało zapomniane. W takich warunkach tylko szczęśliwy zbieg okoliczności mógł sprawić, że budowniczowie nowych grobowców nie wdzierali się często do już istniejących. Stało się tak jedynie w trzech przypadkach. W dwóch z nich pracę na tym etapie zakończono, zabudowując miejsce przekopu, by później w czasach innych władców dokończyć ich wykuwanie, a w trzecim zmieniono plan grobowca, kontynuując pracę.

### KV47 do KV32
KV47 – grobowiec Siptaha jest grobowcem o planie typowym dla czasów XIX dynastii. Jest ciągiem korytarzy i sal biegnących wzdłuż osi z licznymi komorami bocznymi, salą kolumnową oraz sklepioną komorą grobową, znajdującą się pod koniec całego kompleksu. Budowniczowie, wykuwając, z założenia komorę grobową, przebili się do jednej z niedekorowanych bocznych komór z grobowca Tia KV32. Prawdopodobnie po wstępnej analizie położenia obu grobowców, zmieniono plan i kontynuowano pracę. Miejsce przebicia zabudowano, a w miejscu tym wykonano korytarz, przedłużając i pogłębiając grobowiec. Komora grobowa została wykonana kilkanaście metrów dalej. 

### KV11 do KV10
KV11 – grobowiec zaplanowany dla Setnachta, położony jest w południowo-wschodniej części Doliny. Podczas wykuwania korytarzy wzdłuż wytyczonej osi, budowniczowie przebili się do jednej z bocznych komór, położonego obok grobowca KV10,
należącego do Amenmesa. Prace natychmiast przerwano. Dla Setnachta powiększono istniejący już grobowiec KV14, należący do Tauseret. Syn i następca Setnachta – Ramzes III rozkazał rozbudować niedokończony grobowiec KV11 dla siebie. Budowniczowie zmienili plany, przesuwając jego oś i przedłużając cały kompleks o kilkanaście metrów. Powstał w ten sposób jeden z najdłuższych grobowców w Dolinie.

### KV9 do KV12
KV9 – grobowiec Ramzesów V i VI, położony w centralnej części Doliny jest jednym z najdłuższych, a jednocześnie jednym z kilku o najprostszej konstrukcji. Na końcu długiego ciągu prostych korytarzy, przedzielanych bramami, znajduje się komora grobowa, sala częściowo podparta czterema filarami z centralną częścią o sklepionym suficie i obniżonej podłodze. W czasie wykuwania końcowych partii całego kompleksu, budowniczowie przebili się do ostatniej komory grobowca KV12, znajdującej się powyżej. W wyniku korekty planu obniżono sufit korytarza, wykuto zstępującą podłogę i obniżono całość położenia komory grobowej omijając w ten sposób grobowiec położony powyżej.
W 1979 nekropolia została wpisana na Listę światowego dziedzictwa UNESCO.